# Vlad Țurcanu
Vlad Țurcanu (n. 5 iunie 1972, Răzeni, Ialoveni, RSS Moldovenească, URSS) este un jurnalist și fost politician din Republica Moldova, care din 19 aprilie 2012 până la 21 ianuarie 2016 a fost purtător de cuvânt și consilier pentru comunicare al președintelui Republicii Moldova, Nicolae Timofti. Ulterior a fost președintele Partidului Popular Românesc și prim-vicepreședintele Partidului Unității Naționale al Republicii Moldova (PUN). Din luna decembrie 2021 este directorul general al Companiei publice „Teleradio-Moldova”.

## Biografie
Vlad Țurcanu s-a născut la 5 iunie 1972 în Răzeni, raionul Ialoveni, RSS Moldovenească, URSS. Între anii 1989-1994 a studiat la Universitatea de Stat din Moldova, facultatea de Jurnalism. S-a lansat ca jurnalist în anul 1992, la emisiunea Modern-club 805, la Radio Moldova. În 1998 devine redactorul-șef al Redacției Tineret care a produs această emisiune. Între 1994-1999 a prezentat diverse emisiuni de divertisment la Moldova 1. A devenit apoi director marketing la Radio Contact. Între anii 2001 și 2004 a lucrat la Radio Europa Liberă.

Între perioada 2004-2006 a fost expert în comunicare la două proiecte medicale ale Comisiei Europene, iar între 2006–2008 a fost membru al Consiliului Coordonator al Audiovizualului. A făcut cursuri de instruire pentru posturile de radio și televiziune locale. În 2009 a fost director dezvoltare la programul mass-media al Institutului american IREX, USAID. , iar în 2010 – director adjunct al reprezentantei Mir TV în Republica Moldova. La 19 aprilie 2012 a fost numit în funcția de purtător de cuvânt și consilier pentru comunicare al președintelui Republicii Moldova, Nicolae Timofti. La momentul numirii în funcție, Vlad Țurcanu era redactor-șef la Radio Chișinău. În perioada activității sale în aparatul prezidențial, Vlad Țurcanu s-a remarcat prin apariții destul de frecvente în care a prezentat poziția oficială a președintelui, Nicolae Timofti fiind uneori criticat pentru aceasta.  Pe 21 ianuarie 2016 și-a dat demisia din calitate de purtător de cuvânt și consilier, spunând:
„În calitate de purtător de cuvânt al președintelui, am făcut declarații în seara zilei de ieri pentru trei posturi de televiziune cu privire la amânarea ceremoniei de învestire a Guvernului, pentru o altă zi decât cea de ieri. Aceasta a fost poziția oficială a instituției până la ora 22:00 și aceea a fost informația pe care o dețineam la acea oră. Până la urmă, după cum cunoașteți, în seara zilei de ieri, după ora 22:00, aproape de miezul nopții, s-a decis ca membrii cabinetului de miniștri să depună jurământul în fața președintelui Nicolae Timofti, lucru care s-a și întâmplat.[...] Constat că nefiind în cunoștință de cauză, am dezinformat opinia publică, lucru pe care-l consider inacceptabil și nedemocratic. Acesta este motivul demisiei mele.”
În anii 90, Vlad Țurcanu a fost desemnat de două ori cel mai bun prezentator al postului public de radio. În 2011 a fost declarat de Centrul pentru Jurnalism Independent cel mai bun prezentator de radio din Republica Moldova. În anul 2014 președintele Republicii Moldova l-a decorat cu Ordinul „Gloria muncii”.